# Neptuno (1754)
Il Neptuno fu un vascello di linea spagnolo da 68 cannoni che prestò servizio nella Armada Española tra il 1754 e il 1762.

## Storia

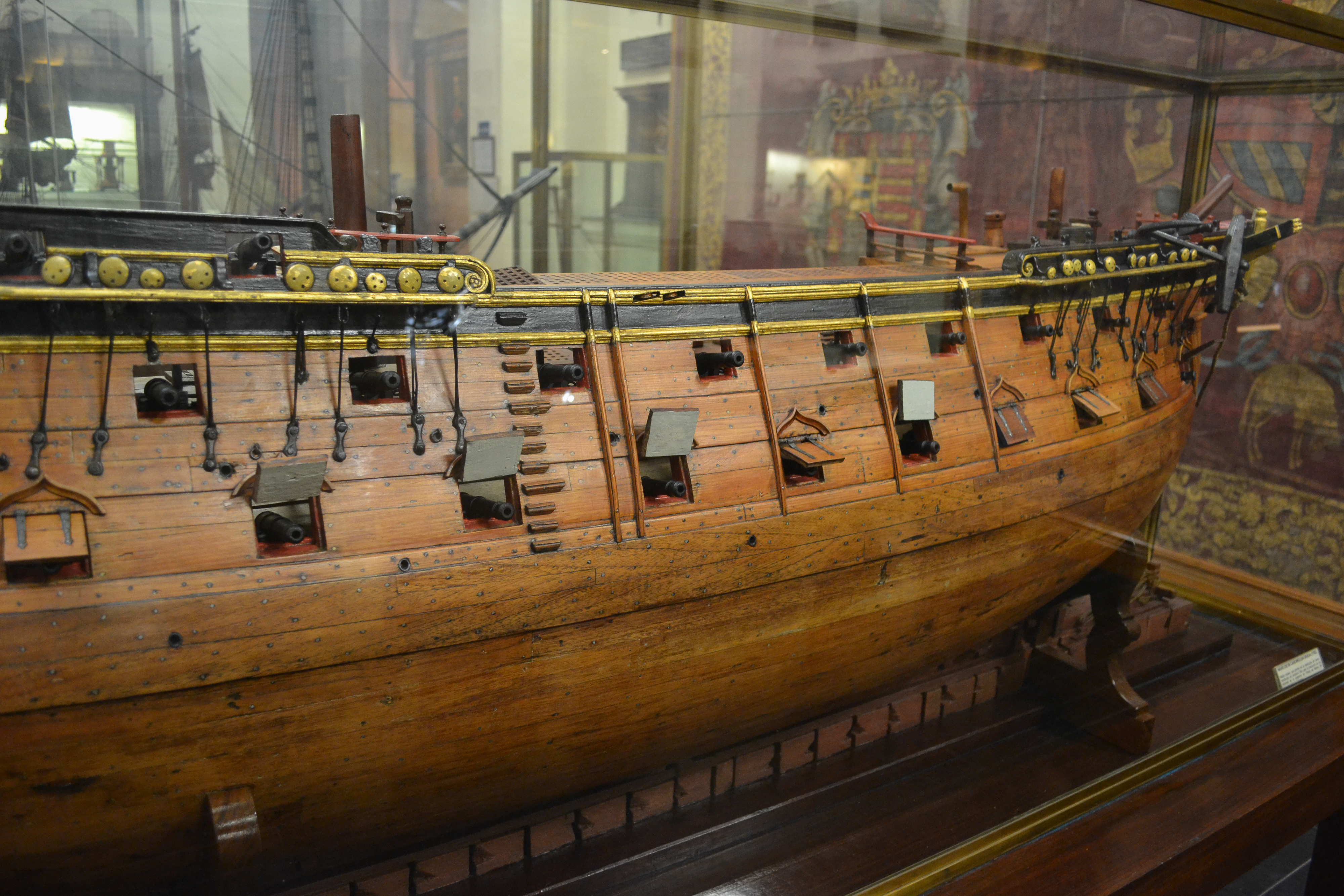
Particolare di un modello di vascello da 68 cannoni, visibile al Museo Naval di Madrid.

La sua costruzione fu ordinata al cantiere navale di El Ferrol, e apparteneva alla seconda serie di unita, quattro in tutto, della classe designata "Doce Apóstoles" o "Apostolados". L'unità venne impostata secondo il sistema inglese elaborato da Jorge Juan y Santacilia  il 10 giugno 1752, e varata il 6 luglio 1754. Nel 1759 salpò da El Ferrol per trasferirsi nell'area dei Caraibi, ma dovette entrare nella rada di Cadice a causa di una avaria, scortato dalla fregata Concepción. Dopo le opportune riparazioni salpò nuovamente, al comando del capitán de fregata don Pedro Bermudez, arrivando a Cartagena de Indias il 18 marzo 1860. Nel corso del 1761, in piena guerra dei sette anni, effettuò una missione salpando da L'Avana, Cuba, e raggiungendo Cartagena de Indias, ma qualche tempo dopo rientrò a L'Avana.
Nel corso dell'anno successivo entrò a far parte della flotta agli ordini del nuovo Comandante della squadra navale delle Americhe, il jefe de esquadra Gutierre de Hevia y Valdés. Essa era composta dai vascelli Tigre (nave ammiraglia), Asia, Vencedor, América, Infante, Soberano, Aquilón, Conquistador, San Genaro (in fase di carenaggio), Tridente, Castilla, Europa, Neptuno e Reina in armamento, e San Antonio (in fase di completamento) dalle fregate Ventura, Venganza, Fénix, Águila e Flora, da 3 paquebot, 1 brigantino, 1 urca, 1 sciabecco e tre golette. A queste navi si dovevano aggiungere il vascello San Zénon (78 cannoni), le fregate Asunción (50), Santa Bárbara (42), Perla (30), Atocha (30), Santa Rosa (24), e Costanza (24), e lo sloop Florida, di proprietà delle compagnie di Caracas, e de L'Avana, o di altri privati.
Durante il corso dell'assedio de L'Avana fu autoaffondato l'11 giugno 1762, al fine di impedire l'ingresso nella rada della squadra navale britannica dell'ammiraglio George Pocock,  insieme ai vascelli Europa e Asia, nel punto più stretto del canale, che coincide con il molo Contaduría, vicino al Castello de la Real Fuerza. Questa decisione fu presa nella giunta di guerra presieduta dal governatore don Juan de Prado y Malleza.

### Fonti
1. 1 2 3 4 5 6 7  Todoavante.
2. ↑  Castanedo Galán 1993, pp. 106-107.
3. ↑  Castañón 2003, p. 97.
4. ↑  Duro 1972, p. 42.
5. 1 2  Duro 1972, p. 84.
6. ↑  Duro 1972, p. 82.
7. ↑  Parcero Torre 1999, p. 123.